# Trupanea pterostigma
Trupanea pterostigma är en tvåvingeart som beskrevs av Wang 1996. Trupanea pterostigma ingår i släktet Trupanea och familjen borrflugor. Inga underarter finns listade i Catalogue of Life.